# 地図アプリ
地図アプリ（ちずアプリ）とは、NTTドコモ向け携帯電話用ナビゲーションiアプリおよびAndroid用ナビゲーションアプリで、提供元はゼンリンデータコム。

## 概要
地図アプリは、GPSと連動することで、高精度なナビ案内を可能とするiアプリ（電車の乗車中もナビ案内が可能）。
また、フルワイドVGA画面にも対応しており、主要交差点を3D地図で表示できる。同アプリは、NTTドコモ905i以降の機種には、ほぼプリインストールされている。
機能としては、経路探索の他、地図・駅の乗り換え案内に対応している。
2010年10月29日より、ドコモ地図ナビと名称を改め、パソコンサイト上の地図やiメニュー上のブラウザの地図連携が可能となった総合地図サービスとなった。写真のようにタッチパネル対応の携帯電話ではタッチパネルで直感的に地図の操作が可能となる。
2011年2月からはドコモ スマートフォン版のトライアル版がスタートしており、ドコモマーケットよりダウンロード可能となる（なお、904i以前の機種に関しては、有料版アプリをダウンロードする必要あり）。同年11月からは正式サービスが開始され、ドコモ タブレットにも対応し、同時に47都道府県のおすすめスポットを紹介する「ご当地ガイドアプリ」も提供された。

## 機能

### 地図
- 現在地を見る - GPSや基地局情報を使った現在地の確認が可能。また現在地をメールで送信することも可能となる。
- 検索 - 検索方法が充実しており、検索バーに入力式の住所・郵便番号・電話番号・ジャンル・フリーワードや、特定の条件からグルメ検索・施設検索など、様々な条件検索ができる。また、音声入力機能では、住所を手動で入力することなく、音声によって入力ができ、更に複数の条件検索「渋谷の喫茶店」（地名+ジャンル）も可能。
- 登録・履歴検索 - 登録地点や過去に検索した地点、実際に移動してきた地点の検索を行う。
- 足跡 - SDカードなどに足跡を残す設定をすることで、パソコンなどで、足跡が確認できる。
- 3Dパノラマ - 地下鉄の出口や交差点を3Dで表示し、画像を360度回転操作ができる。
- 地下街エリアの地図表示

地図モード
様々な地図モードを利用できる。
- 直感地図モード - 加速度センサーを使い、携帯電話を傾けた方向にスクロールさせることができる。
- 標高地図モード - 現在いる場所、任意の場所の標高を表示する。
- 利用者マップ - 仲間が検索した場所を表示、仲間がいる場所を表示する。
- 道路モード
- 鉄道モード
- 行政界強調モード
- 夜モード
- オートGPS -　オートGPSをONにしておくと、アプリを起動していなくても、GPSを一定間隔で測位し、今いる場所の情報などを、メッセージRなどで受信することができる。

#### 地図トーク
地図トークとは、仲間と地図上でチャットができる機能。地図アプリ上で、自分と相手との居場所を同時に表示するで、待ち合わせ場所や移動中のはぐれた時などに活用できる。

### ナビゲーション
カーナビゲーション、歩行者ナビ案内をする。移動手段を複数選択（自動車のみ・その他乗り物・徒歩）することで、状況に合わせた検索が可能。また、自動車での検索では、更に道路種別（高速道路有線・一般道有線など）ごとに絞り込みができ、VICS（渋滞）情報の取得もできる。

### 乗換案内
電車等を使った移動のナビゲーション。時刻検索だけでなく、ルート表示、出発アラームにも対応している。また、駅の時刻表が表示される。

## 災害用モード
災害時に使用するモードで、携帯電話の電波が通じないような環境でも、地図が見られる。モードを使用するには、予め地図データをアプリにダウンロードし、その地図上で避難場所など検索する。搭載可能な地図データは、2つまでであり、用途として自宅用や会社付近、学校用に使用する。
また、地図機能以外にも、災害用伝言板機能や人探し機能もある。

## 歴史
- 2010年10月29日 - ドコモ地図ナビサービス開始。
- 2011年2月4日 - ドコモ スマートフォン版のトライアル版が提供開始。
- 2011年11月18日 - ドコモ スマートフォン・ドコモ タブレット版の正式サービス開始およびご当地ガイドアプリを提供開始。